# エイリアン2
『エイリアン2』（エイリアンツー、Aliens）は、1986年のアメリカ映画である。『エイリアン』シリーズの第2作。監督はジェームズ・キャメロン。

## 概要
ホラー要素が強かった前作『エイリアン』から打って変わって、当時『ターミネーター』で一躍名を馳せたジェームズ・キャメロンを脚本・監督に迎え、複数名詞である原題が示す通り、無数に繁殖したエイリアンと未来兵器に身を固めた兵士との戦いを描くアクション映画として製作された。
無数に繁殖したエイリアンと遭遇するが、製作当時はCG技術がまだ未発達だったためすべて実写で制作されており、エイリアンが画面に一度に登場する数は数体である。それを、動体探知機が何十体もいるように反応する画面を表示したり、カット割りによって多数のエイリアンがいるように見えるように工夫して製作された。
1986年のアカデミー賞では視覚効果賞、音響効果編集賞を受賞。2009年、イギリスの雑誌『エンパイア』が発表した「史上最高の続編映画」で1位に、2014年に情報誌『タイム・アウト』ロンドン版にて映画監督、作家、科学者や評論家150名が選定した「SF映画ベスト100」にて第5位にランクインした。
キャッチコピーは「This time it's war.（今度は戦争だ）」。

## ストーリー（完全版のみ収録の場面も含む）
序盤 - 惑星LV-426へ向かうまで
前作でノストロモ号の惨劇から唯一生存した航海士、エレン・リプリーの乗った脱出艇は、地球周回軌道付近の宙域で偶然発見、救助される。宇宙ステーション内の病院で長期間のハイパースリープから目覚めたリプリーは、ウェイランド・ユタニ社の社員バークから、57年間も宇宙を漂っていたこと、そして当時11歳になろうとしていた娘アマンダが2年前に自分より先に他界したことを告げられる。
会社の査問会でノストロモ号を爆破した責任を問われたリプリーは、任務中にエイリアンと遭遇したことを主張するが、証拠不足のため誰からも信用してもらえないばかりか、長期間に及ぶハイパースリープの影響で精神異常を起こしていると疑われ、結果航海士資格を無期限停止にされてしまう。実は、ノストロモ号が着陸したレチクル座ゼータ第2星系の小惑星「LV-426」は、20年前からテラフォーミングが行われており、すでに多くの入植者たちが居住していた。
リプリーは倉庫で作業員として働くことになったが、毎晩チェストバスターが自分の胸を突き破る悪夢にうなされる。やがてLV-426からの連絡が途絶え、入植民157人が消息不明となった。調査のため植民地海兵隊が派遣されることとなり、リプリーは航海士としての復帰と引き換えに、戦略アドバイザーとしてバークと共に同行して欲しいと持ちかけられる。当初は断ったリプリーだったが、毎晩繰り返される悪夢と己のトラウマに決着を付けるべく「エイリアンの研究や持ち帰りはせず、殲滅させるのみ」という条件付きで同行を決意する。
LV-426へ出発 - エイリアンとの初戦闘まで
海兵隊の宇宙戦艦スラコ号に同乗し、隊員たちと共にLV-426に向かうリプリー。航行中、乗組員のビショップがアンドロイドだと知り、かつてノストロモ号で自分たちを殺そうとしたアッシュのことを思い出して露骨な不快感を示す。海兵隊員との作戦会議の際、リプリーはエイリアンの危険性を必死に訴えるが、ほとんどの隊員は危機感もなく、冗談混じりに茶化すばかりであった。
一同はスラコ号から発進した降下艇でLV-426に降着。地表に降り立ち、装甲兵員輸送車（APC）でコロニーの施設へと潜入する。そこには奇妙な状態で破壊された廃墟と、入植者たちの残した抵抗の跡があった。医務室の実験用カプセルには生きたフェイスハガーも保存されており、入植者たちがエイリアンと接触していたことが判明するが、人影はどこにもなかった。
捜索のさなか、一行はニュートと名乗る少女を保護する。ニュートは通風管の中を逃げ回り、ただ1人生き延びていたのであった。
環境システム施設内からの多数の生命反応の受信に成功した海兵隊は、APCで現場に急行する。しかしそこは、既にエイリアンの巣窟と化していた。しかも、惑星大気改造用の大気製造プラントの誘爆を避けるため、隊員はパルスライフルの発砲を禁じられてしまう。すでに繭にされた入居者が多数おり、中にはまだ生存している者もいたが、その腹から飛び出したチェストバスターを倒した直後、現れたエイリアンの大群の奇襲を受け、隊員は次々に犠牲となっていき、部隊を率いていたエイポーンもエイリアンの餌食となってしまう。
現場は大混乱に陥り、APC内から指揮を執っていたゴーマン中尉はパニックで硬直、見かねたリプリーが強引にAPCを運転して救助に向かう。辛うじて現場からの撤退に成功した隊員はヒックス、ハドソン、バスクエスの3名だけであった。
その後リプリーは、スラコ号への撤退と核攻撃で惑星ごとエイリアンの殲滅を行うべきだと主張。バークは反対するが、撤退の際に頭部を強打し気絶したゴーマン中尉に変わり、指揮権を引き継いだヒックスはリプリーの提案を受け入れる。しかし、一同の回収に向かった降下艇内にもすでにエイリアンが潜入しており、それに気づかず離陸したパイロットたちが襲われると、降下艇は墜落しAPCを巻き込んで爆散してしまう。
LV-426基地内での籠城 - バークの企み
リプリーたちは残った武器を集めてコロニーの司令室内にバリケードを築き、通路にセントリーガンを設置して救助が来るまでの篭城を試みる。しかし、墜落した降下艇の爆発により環境システム施設の電気系統と核融合炉の冷却システムが停止したため、4時間後に大爆発することが判明する。
スラコ号から予備の降下艇を遠隔操作で誘導するべく、唯一その操作ができるビショップが単身パイプ内を移動して通信施設へと向かう。その間、セントリーガンでエイリアンの大群の撃退に成功した一同はひと時の休息を得て、リプリーはニュートに寄り添い仮眠を取るが、実験用カプセルから出てきたフェイスハガーの襲撃を受けてしまう。枕元に置いたはずの銃が隣の部屋に移動されていることから、リプリーはこれが人為的な状況だと悟ると、火災報知機を作動させて助けを呼び、駆け付けたハドソンらが間一髪でフェイスハガーを撃退する。2人が襲われたのは、密かにエイリアンを持ち帰ろうとするバークの企てであり、エイリアンの扱いで意見が対立したリプリーをニュートもろともフェイスハガーに襲わせ、エイリアンを寄生させようとしたのだった。
コロニー内での戦闘 - スラコ号への脱出
バークの卑劣な企みに一同は激怒し、ヒックスはバークを処刑しようとまでするが、その時突然電源が切られ、天井裏から忍び込んできたエイリアンたちが大挙して襲撃して来た。まずハドソンが犠牲となり、どうにか医務室に退避しようとする一同だが、バークが1人で先に立て篭り鍵を閉めてしまう。しかし、バークが逃げ込んだ先にもエイリアンが入り込んでおり、餌食になる。
行き場を失ったリプリーたちは、ニュートの案内で通風管の中を伝って必死に逃げる。後衛のバスクエスが銃で迎撃するが、近距離でエイリアンを撃ったために足に強酸の返り血を浴びて動けなくなる。救出に戻って来たゴーマン中尉の拳銃も弾が尽き、狭い通風管の中で前後をエイリアンに挟まれると、追い詰められた2人は手榴弾で自爆する。
その爆風でニュートがダストシュートに落ちてしまい、あらかじめ彼女に渡していた発信器を頼りに救出に向かうリプリーとヒックスだが、わずかに間に合わず、ニュートはエイリアンに拉致されてしまう。さらにヒックスもエイリアンの返り血で負傷、なんとかビショップと合流し、遠隔操作で誘導した降下艇にヒックスを乗せると、リプリーは自分が戻るまで脱出しないようビショップに言付け、自らは武器を取りニュートの救出にエイリアンの巣へと単身引き返す。
そして、ニュートが繭にされる直前に救出することに成功するが、帰還途中にエイリアンの卵を産み続けるエイリアン・クイーンの巣に入り込んでしまうと、リプリーは火炎放射器やありったけの弾丸で巣を火の海にする。これに激怒し、産卵管を切り離して追撃してくるクイーンの手を逃れ、辛くも降下艇に逃げ込んだリプリーたちはLV-426から脱出、軌道上のスラコ号への帰還に成功する。
クイーンとの対決 - エンディング
スラコ号のデッキに降り立ったリプリーは、ビショップに感謝を伝える。しかし、降下艇の格納脚にしがみついていたエイリアン・クイーンがビショップを尻尾で串刺しにし、真っ二つに引き裂く。クイーンはニュートに襲いかかろうとするが、リプリーはパワーローダーに乗り込んで肉弾戦を展開し、辛うじてエアロックからクイーンを宇宙空間に放逐することに成功する。
あわや船外へ吸い出されそうになり、上半身だけのビショップに支えられていたニュートは、リプリーを「ママ」と呼び抱き合う。その後、生存者一同はハイパースリープに入るのであった。

## 登場人物・キャスト

### 民間人
エレン・リプリー（Ellen Ripley）
演 - シガニー・ウィーバー
ノストロモ号唯一の生存者。ハイパースリープ中に地球を通り過ぎてしまったことが原因で長期に及ぶ漂流を強いられ、娘のアマンダ・リプリーとは再会することなく死別、2等航海士の資格を無期限停止にされた後はパワーローダーの2級免許を取得し、倉庫での荷役作業で生計を立てていた。LV-426の植民地との連絡が付かなくなったことを知り、一度は調査への同行を拒否するものの、前作の悲劇によって刻み込まれたトラウマと向き合うため、再びエイリアンとの戦いに身を投じることになる。
リプリーがノストロモ号から連れてきた猫のジョーンズも共に生還し、彼女とアパートで暮らしていたが、LV-426に向かう際に別れて以降は登場しない。
ニュート（Newt）
演 - キャリー・ヘン
開拓団唯一の生き残りの少女。本名はレベッカ・ジョーダン（Rebecca Jorden）。ニュートとはイモリを意味するあだ名で、本名は兄のティモシーしか使わない。最初はエイリアンに襲われた恐怖から心を閉ざし、諦めていたが、リプリーとは交流を通じて親子のような情で結ばれ、リプリーをママと呼んで慕うほどとなる。年齢の割に大人びたところがあり、海兵隊が守ってくれると言われても「どうせみんな殺される」と発言したり、「ケイシー（人形）はただのプラスチックだから夢を見ない」と言っている。
ビショップ（Bishop）
演 - ランス・ヘンリクセン
医務担当アンドロイド。APCの運転も担当し、また降下艇の遠隔操作と操縦資格も持つ。当初は前作で同じくアンドロイドのアッシュが事件の一端を担っていたことからリプリーに嫌悪されるが、アッシュの凶行は古い型の不具合によるものであり、最新型である自分は行動抑制装置により人間を攻撃することはできないので、何ら問題ないと説明する。人間ではないが恐怖心は持ち合わせている模様。「ロボット」と呼ばれることを好まず、「シンセティック（合成人間）」と自称している。ナイフを使った曲芸が得意で、劇中でハドソンの手に自分の手を重ねて人間離れした速さで行っていた。この時に珍しく自身の手を傷付けてしまい、これにより白い血液をリプリーに見られ、アンドロイドだと発覚する。エイリアンクイーンとの死闘を終えた後、リプリーに対し「人間にしては上出来だ」と賛辞を送る。
ラス・ジョーダン（Russ Jorden）
演 - ジェイ・ベネディクト
ニュートの父。完全版のみ登場。一家で入植地の遠くにある異星人の遺棄船を探索中に、フェイスハガーに寄生されてしまい、娘のニュートを除く同惑星の住民が全滅する引き金を作る。
アン・ジョーダン（Anne Jorden）
演 - ホリー・デ・ジョン
ニュートの母。完全版のみ登場。夫と共に遺棄船を捜索し、夫がエイリアンに寄生されたため救援を求める。
ティモシー・ジョーダン（Timothy Jorden）
演 - クリストファー・ヘン
ニュートの兄。完全版のみ登場。

### 植民地海兵隊
ドウェイン・ヒックス（Dwayne Hicks）
演 - マイケル・ビーン
伍長。小隊では第二分隊の分隊長（メンバーはドレイクとフロストとディートリック）。危険な戦地に赴く降下艇の中で眠りこけたり、（この時代から見れば）時代錯誤なモデルのショットガンに愛着を持っているなど、一見稚拙な性格に見えるが仲間からの信頼は厚く、部隊の指揮を委任された後は強いリーダーシップを見せ、リプリーら生存者たちに頼られる存在になる。彼女とは絆が芽生えたようで、パルスライフルの操作方法を教えたり、互いにファーストネームで呼び合ったりするようになる。エイリアンを撃ち倒した際に強酸の血液を浴びて負傷するが、海兵隊の中で唯一スラコ号に生還する。
ウィリアム・ハドソン（William Hudson）
演 - ビル・パクストン
上等兵・特技兵。隊のムードメーカーだがお調子者で、ゴーマン中尉に対しても皮肉を言うトラブルメーカー。出撃前はエイリアンの存在を信じておらず常に余裕で威勢もよかったが、エイリアンの大群に襲われてからは勝てるわけがないと弱気になり、リプリーに叱咤される。その後は落ち着きを取り戻し、コロニー施設のコンピューターを操作して見取り図を探し出すなど活躍。バリケードを突破してエイリアンの大群が押し寄せてきた際には、バスクエスに劣らぬ勇猛さを見せてエイリアンに立ち向かうが、床下ダクトから現れたエイリアンに引きずり込まれ、行方不明となる。
本人曰くあと4週間で除隊だった。
今作の直後の時系列で起きた出来事を描いたゲーム『Aliens: Colonial Marines』の作中では、エイリアンの巣の中で繭にされた上に、既にチェストバスターが飛び出した後の遺体を追加投入された海兵隊員が発見する場面がある。
ジェニット・バスクエス（Jenette Vasquez）
演 - ジェニット・ゴールドスタイン
上等兵・狙撃手。女性ながら筋肉質の立派な体格を持ち、大型武器の扱いを任されている。勝気な性格だが、仲間を思う気持ちは強い。ドレイクとは仲が良い一方、ゴーマンのことを快く思っていない。
核融合炉に近い場所のためにゴーマンから重火器の発砲を禁止されるが、ドレイクと共に命令を無視してこっそりとスマートガンのバッテリーをエイポーンに見えないように渡して隠し合い、一行がエイリアンに襲われたときスマートガンでエイリアンと戦う。死角からドレイクに襲い掛かったエイリアンをスマートガンで撃ち倒すが、その返り血の強酸を浴びてドレイクは死亡。装甲車でエイリアンの巣から逃れた際には、海兵隊壊滅の一因となったゴーマンを責め、彼を殺そうとするも、ヒックスに制止される。
エイリアンの襲撃からダクトに逃げ込む場面では、自発的に最も危険な殿を務めるなど高い士気を見せた。しかしそのダクトにて至近距離でエイリアンを撃ったために返り血を浴びて足を負傷し、身動きができなくなる。助けに来たゴーマンの勇気を見直し、共に手を取り合いながら手榴弾でエイリアンを道連れに自爆する。
スコット・ゴーマン（Scott Gorman）
演 - ウィリアム・ホープ
中尉・作戦指揮官。派遣部隊の中では唯一の士官だが、机上でのシミュレーションばかりで実戦経験に乏しく、降下艇を使用した実戦経験はそれまでわずか1回という新米将校である。そのため、リプリーや前線部隊員たちからは頼りない上官として危惧されたり揶揄されるなど、エイリアンと遭遇する前からあまり良く思われていなかった。作戦中は終始APCにて待機し無線で司令を行っていたが、現場がエイリアンの襲撃を受けると動揺して対応できず、適切な指揮が取れなくなり被害を広めてしまったことで、バスクエスらの強い怒りを買う。さらに環境システム施設からの脱出時、頭部を負傷して意識不明となり指揮不能に陥る。結果的にヒックスに指揮権を委ねる形となってしまったが、植民地からの脱出の際には、自らも拳銃を手にとってエイリアンに立ち向かい、負傷したバスクエスを救助に向かう勇気を示す。しかしエイリアンの挟み撃ちに遭い、拳銃の弾丸を打ち尽くすと、覚悟を決めたバスクエスと共に自爆した。
マーク・ドレイク（Mark Drake）
演 - マーク・ロルストン
二等兵・機関銃手。自身と仲が良いバスクエスほどではないがゴーマンを良く思っていない。それでも任務中はゴーマンへの状況報告はきちんと行うなどの良識は持ち合わせている。核融合炉に近い場所でゴーマンから重火器の発砲を禁止されるが、命令を無視し、バスクエスと共にスマートガンでエイリアンと戦う。核融合炉からの撤退の際には殿を務めており、弾切れを起こしたスマートガンを捨て火炎放射器で応戦していたが、死角からドレイクを襲おうとしたエイリアンを咄嗟にバスクエスが撃った際に飛び散った強酸の血液を全身に浴びて死亡。死に際に火炎放射器を暴発させたためにAPCに引火、火災を発生させた。
アル・エイポーン（Al Apone）
演 - アル・マシューズ
軍曹。前線部隊の部隊長と第一分隊の分隊長を兼任（メンバーはハドソン、バスクエス、ウィズボウスキー、クロウ）。部隊内の問題児たちに手を焼いており、特にお調子者のハドソンに目をつけている。核融合炉付近の戦いで、指揮官であるゴーマンに指示を求めていた際にエイリアンに襲われ、行方不明になる。
ノベライズ版では、ゴーマンの命令を無視してパルスライフルの弾倉をパニック状態のハドソンに手渡す場面がある。
リッコ・フロスト（Ricco Frost）
演 - リッコ・ロス
二等兵・APC運転手。ゴーマンのことを良く思っていない。核融合炉近くでの戦いでは実弾使用を禁止された他の兵員たちの弾薬を預かっていたが、エイリアンに捕らえられたディートリックが放った火炎放射器の炎を全身に浴び火だるまになって転落死した。さらに彼が預かっていた弾薬に引火し爆発、巻き添えでウィズボウスキーが負傷、クロウが死亡する。
シンシア・ディートリック（Cynthia Dietrich）
演 - シンシア・デイル・スコット
伍長・衛生兵。エイリアンに寄生された女性を発見するが、彼女は胸からチェストバスターが飛び出て死亡してしまう。その後、海兵隊員で最初にエイリアンに襲われる。その際、火炎放射器を暴発させてしまったことでフロスト、ウィズボウスキー、クロウが巻き添えを喰らい死傷する原因となった。
トレヴァー・ウィズボウスキー（Trevor Wierzbowski）
演 - トレヴァー・スティードマン
二等兵。核融合炉付近での戦いで、フロストが預かっていた弾薬に引火して起こった爆発に巻き込まれ負傷。爆発直前に咄嗟にヒックスに引き寄せられたために致命傷は避けられたが、身動きがとれなくなったところをエイリアンに襲われる。彼がやられたのをきっかけに、バスクエスらは我慢できず発砲を禁止された重火器を乱射し始める。海兵隊員の中で断末魔を除いて唯一台詞がない。
ティム・クロウ（Tim Crowe）
演 - ティップ・ティッピング
二等兵。核融合炉付近での戦いで、フロストが預かっていた弾薬に引火して爆発した際に最も弾薬の近くに居り、咄嗟に動くことができずに爆風の直撃を受け死亡。
コレット・フェッロ（Colette Ferro）
演 - コレット・ヒラー
伍長・降下艇操縦士。ヒックスからの撤収命令を受け、生存者たちを救出に向かうが、すでに機内に潜り込んでいたエイリアンに背後より襲われ死亡。
ダニエル・スパンクマイヤー（Daniel Spunkmeyer）
演 - ダニエル・カッシュ
二等兵・降下艇副操縦士。輜重兵も兼務しており、劇中ではフェイスハガーの死骸を解剖するビショップに必要機材を受け渡していた。核融合炉付近での戦闘の後、隊員たちの救助に向かおうとした際に機内の異変に気付くも時既に遅く、離陸直後にエイリアンに殺害された（直接描写はなし）。

### その他
カーター・J・バーク（Carter J. Burke）
演 - ポール・ライザー
ウェイランド・ユタニ社社員で、救助されたリプリーの目付役。序盤に娘の消息を調べたり、窮地に陥った海兵隊員を助けるためにリプリーが独断専行した際に、リプリーを止めようとするゴーマンを妨害するなど、当初はリプリーに協力的な姿勢を示していたが、本当の目的はエイリアンを持ち帰る社の極秘命令の遂行である。
核融合炉付近での戦いの後、リプリーやヒックスたちが惑星ごとエイリアンを殲滅させる方針を取り始めたことで、焦りを覚えると同時にその本性を露わにするようになる。やがて会社からの極秘命令の一件と、警戒態勢を敷かずに植民地の現地社員に異星人の遺棄船を調査するよう指示を出して間接的に植民地を壊滅に追いやった張本人であることが発覚。リプリーにそのことを咎められると、サンプル確保と口封じとを兼ねてリプリーとニュートにエイリアンを寄生させ、ハイパースリープで生きたまま地球へ持ち帰る作戦に出るが失敗に終わる。このことで一同に糾弾されている最中にエイリアンの大集団の襲撃が始まり、自分だけ逃げ延びようとするがそこにもエイリアンが現れて、逃げる間もなく襲われた。未公開シーンではその後、繭にされ苦しんでいる状態でニュートを捜しに来たリプリーに発見され助けを請うが、自爆用にグレネードを手渡されそのまま置いていかれる。
ヴァン・リューエン（Van Leuwen）
演 - ポール・マクスウェル
星間通商委員会委員長。ノストロモ号爆破の件でリプリーを査問会にかけた。彼女の証言に取り合わず、エイリアンの存在を頑なに否定、LV-426が入植地となっていると告げた。
アル・シンプソン（Al Simpson）
演 - マック・マクドナルド
LV-426の植民地のウェイランド・ユタニ社の駐在員。完全版のみ登場。
ライデッカー（Lydecker）
演 - ウィリアム・アームストロング
LV-426の植民地のウェイランド・ユタニ社の駐在員。アルの部下。完全版のみ登場。
救助隊隊長（Salvage Team Leader）
演 - スチュアート・ミリガン
冒頭でリプリーの乗った脱出艇と休眠カプセルを発見し、生存を確認した。

## 日本語吹替
| 役名                 | 俳優                         | 日本語吹替                                       | 日本語吹替                             | 日本語吹替                                        | 日本語吹替                                  | 日本語吹替                                 | 日本語吹替                                | 日本語吹替 |
| 役名                 | 俳優                         | VHS・DVD版                                       | アルティメット・エディション DVD・BD版 | TBS版                                             | テレビ朝日 1989年版                         | テレビ朝日 1993年版                        | テレビ朝日 2004年版                       |            |
| -------------------- | ---------------------------- | ------------------------------------------------ | -------------------------------------- | ------------------------------------------------- | ------------------------------------------- | ------------------------------------------ | ----------------------------------------- | ---------- |
| リプリー             | シガニー・ウィーバー         | 幸田直子                                         | 幸田直子                               | 鈴木弘子                                          | 戸田恵子                                    | 弥永和子                                   | 山像かおり                                |            |
| ニュート             | キャリー・ヘン               | 山田妙子                                         | 久野美咲                               | 滝沢久美子                                        | 玉川紗己子                                  | 玉川紗己子                                 | 津村まこと                                |            |
| ヒックス             | マイケル・ビーン             | 大塚明夫                                         | 森川智之                               | 屋良有作                                          | 田中秀幸                                    | 田中秀幸                                   | 小山力也                                  |            |
| ビショップ           | ランス・ヘンリクセン         | 麦人                                             | 古川登志夫                             | 千田光男                                          | 中田浩二                                    | 城達也                                     | 小川真司                                  |            |
| バーク               | ポール・ライザー             | 荒川太郎                                         | 古澤徹                                 | 小川真司                                          | 富山敬                                      | 富山敬                                     | 江原正士                                  |            |
| ゴーマン             | ウィリアム・ホープ           | 大塚芳忠                                         | 岡野浩介                               | 堀勝之祐                                          | 池田秀一                                    | 石丸博也                                   | 牛山茂                                    |            |
| バスクエス           | ジェニット・ゴールドスタイン | 高乃麗                                           | 朴璐美                                 | 山田栄子                                          | 小宮和枝                                    | 小宮和枝                                   | 唐沢潤                                    |            |
| ハドソン             | ビル・パクストン             | 江原正士                                         | 神奈延年                               | 野島昭生                                          | 田中亮一                                    | 牛山茂                                     | 田中正彦                                  |            |
| ドレイク             | マーク・ロルストン           | 秋元羊介                                         | 咲野俊介                               | 江原正士                                          | 大塚明夫                                    | 大友龍三郎                                 | 小室正幸                                  |            |
| エイポーン           | アル・マシューズ             | 玄田哲章                                         | 土師孝也                               | 朝戸鉄也                                          | 麦人                                        | 石塚運昇                                   | 宝亀克寿                                  |            |
| フロスト             | リッコ・ロス                 | 星野充昭                                         | 楠大典                                 | 郷里大輔                                          | 幹本雄之                                    | 幹本雄之                                   | 天田益男                                  |            |
| フェッロ             | コレット・ヒラー             | 火野カチコ                                       | 深水由美                               | 高島雅羅                                          | 深見梨加                                    | 深見梨加                                   | 河村理恵子                                |            |
| スパンクマイヤー     | ダニエル・カッシュ           | 稲葉実                                           | 上田燿司                               | 喜多川拓郎                                        | 鈴置洋孝                                    | 松本保典                                   | 横尾博之                                  |            |
| ディートリック       | シンシア・デイル・スコット   | 堀越真己                                         | 加藤沙織                               | 磯辺万沙子                                        | 佐々木優子                                  | 佐々木優子                                 | 小山田詩乃                                |            |
| ウィズボウスキー     | トレヴァー・スティードマン   | 稲葉実                                           | 酒井敬幸                               | 喜多川拓郎                                        | 増岡弘                                      | 増岡弘                                     | 古閑俊行                                  |            |
| クロウ               | ティップ・ティッピング       | 荒川太郎                                         | 小野大輔                               | 阪脩                                              | なし                                        | 松本保典                                   | 白山修                                    |            |
| リューエン           | ポール・マクスウェル         | 塚田正昭                                         | 石川ひろあき                           | 阪脩                                              | 増岡弘                                      | 増岡弘                                     | なし                                      |            |
| ラス                 | ジェイ・ベネディクト         | 河野智之                                         | 上田燿司                               | N/A                                               | N/A                                         | N/A                                        | N/A                                       |            |
| アン                 | ホリー・デ・ジョン           | 稀代桜子                                         | 棚田恵美子                             | N/A                                               | N/A                                         | N/A                                        | N/A                                       |            |
| ティモシー           | クリストファー・ヘン         | 黒田弥生                                         | 小林由美子                             | N/A                                               | N/A                                         | N/A                                        | N/A                                       |            |
| アル                 | マック・マクドナルド         | 稲葉実                                           | 酒井敬幸                               | N/A                                               | N/A                                         | N/A                                        | N/A                                       |            |
| ライデッカー         | ウィリアム・アームストロング | 星野充昭                                         | 小野大輔                               | N/A                                               | N/A                                         | N/A                                        | N/A                                       |            |
| 救助隊リーダー       | スチュアート・ミリガン       | 稲葉実                                           | 小野大輔                               | 江原正士                                          | 幹本雄之                                    | 幹本雄之                                   | 小室正幸                                  |            |
| 医療技師             | アライブ・パーソンズ         | 堀越真己                                         | 深水由美                               | 磯辺万沙子                                        | 火野カチコ                                  | 火野カチコ                                 | なし                                      |            |
| 科学者               | ヴァレリー・コルガン         | 火野カチコ                                       | 加藤沙織                               | 滝沢久美子                                        | 長島涼子                                    | 竹口安芸子                                 | なし                                      |            |
| 役不明またはその他   | N/A                          |                                                  |                                        |                                                   |                                             |                                            | 古川千晶                                  |            |
| 日本語版制作スタッフ | N/A                          |                                                  |                                        |                                                   |                                             |                                            |                                           |            |
| 演出                 | N/A                          | 藤山房伸                                         | 神尾千春                               | 田島荘三                                          | 福永莞爾                                    | 福永莞爾                                   | 松川陸                                    |            |
| 翻訳                 | N/A                          | 石原千麻                                         | 石原千麻                               | 宇津木道子                                        | たかしまちせこ                              | たかしまちせこ                             | 石原千麻                                  |            |
| 効果                 | N/A                          |                                                  |                                        | PAG                                               | 猪飼和彦                                    | 遠藤堯雄                                   | リレーション                              |            |
| 調整                 | N/A                          |                                                  |                                        | 近藤勝之                                          | 金谷和美                                    | 山田太平                                   | 長井利親                                  |            |
| プロデューサー       | N/A                          |                                                  |                                        | 上田正人                                          | 圓井一夫                                    | 圓井一夫                                   | 梶淳                                      |            |
| 解説                 | N/A                          |                                                  |                                        |                                                   | 淀川長治                                    | 淀川長治                                   |                                           |            |
| 製作                 | N/A                          | 千代田プロダクション                             | ACクリエイト                           | コスモプロモーション TBS                          | ムービーテレビジョン                        | ムービーテレビジョン                       | ムービーテレビジョン                      |            |
| 初回放送             | N/A                          | 2013年1月23日 『水曜プレミアシネマ』 21:00-22:54 |                                        | 1988年1月2日 『新春特別ロードショー』 21:00-23:24 | 1989年10月29日 『日曜洋画劇場』 21:02-23:24 | 1993年10月3日 『日曜洋画劇場』 21:02-23:24 | 2004年2月8日 『日曜洋画劇場』 21:20-23:14 |            |
| 正味                 | N/A                          | N/A                                              | N/A                                    | 約123分                                           | 約115分                                     | 約122分                                    | 約103分                                   |            |

- VHS・DVD版は1992年発売。アルティメット・エディションDVD・Blu-ray Disc版は2004年発売。
- 初回放送時、テレビ朝日1993年版は「特別編」、2004年版は「デジタルリマスター版」として放送された。
- 地上波放送バージョンは全て劇場公開版に近い形で制作された[注 19]ため、ニュートの家族など宇宙植民地の人々は登場しない。
- テレビ朝日1993年版は、完全版での追加シーンの内「リプリーがバークから自身の娘の消息を聞かされる場面」、「セントリーガンでエイリアンの大群を迎撃する場面」、「リプリーがニュート救出へ向かう前にヒックスとファーストネームを教え合う場面」が追加されているが、宇宙植民地の場面は追加されていない他、1989年版では存在した場面も一部カットされている。また、吹替キャストは一部1989年版と共通しているが、音源自体は新たに録り直している。
- テレビ朝日2004年版は放送時間の制約により夥しいカットが行われ、オリジナルには存在しないモノローグが付けられた場面もある。

※20世紀フォックス ホーム エンターテイメント ジャパンの「吹替の帝王」シリーズ第13弾として、上記の全6種類の吹替版を収録したBlu-ray Disc「エイリアン2 日本語吹替完全版 コレクターズ・ブルーレイボックス」が2016年8月30日に発売。劇場公開版と完全版の2種類の本編が収録されており、劇場公開版にはアルティメット・エディションDVD・Blu-ray Disc版、TBS版、テレビ朝日1989年版と2004年版の4種類、完全版にはVHS/DVD版、アルティメット・エディションDVD・Blu-ray Disc版、テレビ朝日1993年版の3種類の吹替版が収録されている。特典として1989年と1993年のテレビ朝日版吹替台本がそれぞれ1冊、アルティメット・エディションDVD・Blu-ray Disc版台本1冊、鈴木弘子（TBS版のリプリー役） / 田中秀幸（テレビ朝日1989年版と1993年版のヒックス伍長役）のインタビュー集が付属している。

## メカニック
M41Aパルスライフル
植民地海兵隊の制式小銃。10ミリ口径ケースレス弾100発を装填可能で、残弾数がデジタル表示で示される機能がある。外観は樹脂部品を多用しているらしく、一体形成部品のフレーム構造である。下部にポンプアクション式の30ミリU1グレネードランチャーを搭載しており、全体的にコンパクトにまとめられている。リプリーはヒックスから操作方法を教わったが、最初に実戦使用した時は初弾を薬室に手動で装填するコッキング操作を忘れていたために狼狽することになってしまった。
プロップはM1トンプソンにレミントンM870ショットガンを組み合わせ、外観の一部にフランキ・スパス12の部品を流用して製作されている。
スペック上エイリアンの殲滅そのものには充分な威力を持つが、大気製造プラント地下での初の戦闘では核爆発を誘発させる危険があるとして発砲を禁じられてしまい、海兵隊壊滅の一因となった。
次作『エイリアン3』でも、ウェイランド・ユタニ社のコマンド隊員が同じものを携行しているが、発砲音が異なる。
M56スマートガン
植民地海兵隊制式の支援用重火器。10ミリ口径ケースレス弾300発を装填可能。射手の身体とは可動式アームで接続され、照準コンピューターで自動的に目標を追尾・狙撃する。かなりの重量があるため、射手には並はずれた筋力が要求される。プロップはMG42に映画撮影用のステディカムを組み合わせたもので、銃身の装飾やアームと銃身の接合部分、引き金のグリップ部分などの細かい箇所ではカワサキ製のバイクの部品を使用している。
劇中ではバスクエスとドレイクが使用。大気製造プラント地下で発砲を禁じられた際は照準コンピュータの電池パックを没収されたが、隠し持っていた予備のパックを接続しており、エイリアン出現時に命令無視して発砲した。バスクエス・ドレイクともに弾切れを起こしたため、大気製造プラント地下以降の戦闘では使用されていない。
火炎放射器
大気製造プラント地下での戦闘で、実弾使用を禁じられた海兵隊員たちが使用した。正式名は「M240A1」。ノベライズ版ではこの武器によるエイリアンの殺傷が描かれているが、映画ではその描写は全くない。さらに暴発などが原因で逆に人間側にも被害を出すことになった。
チェストバスターやエイリアンエッグなどには、実弾よりも有効かつ返り血によるダメージを受ける恐れがないことから安全であり、大気製造プラント地下での戦闘前にアポーンが捕らわれた民間人女性の胸から飛び出したチェストバスターを民間人もろとも焼き払い、後にリプリーがニュート救出に向かう際には、パルスライフルにテープで括り付けたものを使用してエイリアンの卵を焼き払った。
燃料タンクが本体に直付になっており、そのタンク容量からは想像のつかない大きな火炎流を発生させる。先端部には燃料着火用の小型バーナーを備える。プロップはM16をベースにしている。このスタイルの火炎放射器は、後に多くのテレビゲーム作品（『バイオハザードシリーズ』など）でも見られるようになる。
モーション・トラッカー
動体の存在を感知し、距離と方位を表示する小型の対人レーダーのような電子装置。正式名は「M314 動体探知機」。動作原理は不明だが、前作でアッシュが開発したものは、動体センサーとして空気の密度を遠隔測定して音波の高低で表示することが示唆されており、本作で登場したものも、その発展型と考えられる。探知した物体を小型スクリーンに表示するが、探知機からの相対距離を水平方向の距離に換算して表示するため、三次元的な探知は不可能という致命的な欠点があり、上や下に対象がいる場合に錯誤しやすく、劇中では天井裏を這って侵入してきたエイリアンたちに気づけなかった。また、あくまでも動体しか探知することができないため、エイリアンがすぐ近くにいるにもかかわらず、動き始めてから初めて感知する場面もあった。
グレネード
植民地海兵隊の制式手榴弾。正式名は「M40 HEDP」。手榴弾といっても形状は散弾に酷似しており、劇中ではM41Aパルスライフルのポンプアクション式グレネードランチャーから発射するのが一般的だった。そのまま使用する際は、弾体の起爆スイッチを押せば数秒後に爆発する。劇中において、ゴーマンとバスクエスがエイリアンに囲まれ脱出不能になった際に自決用に使用されたほか、リプリーも弾帯に大量に括り付けた状態で燃え広がるエイリアンの巣に投げ込み、大爆発を起こさせている。また未公開だが繭にされたバークにリプリーが自決用に手渡すシーンがある。
拳銃
植民地海兵隊の制式拳銃。あくまでも護身用のサブウェポンでしかなく威力は低いが、それでも至近距離から発砲すれば、エイリアンの硬い表皮でも数発で撃ち抜くことができる。
H&K VP70をそのまま使用。同銃はすでに製造されていない製品だが、未来的なフォルムが作品に合致したため、改造されずに使用された。
劇中ではフロストとゴーマンが使用。バスクエスはS&W M39を使用している。
ショットガン
イサカM37。ヒックスがパルスライフルとは別に、背中に携行していた。劇中においては時代遅れのポンプアクション式の散弾銃で、大気製造プラント地下での戦闘で使用した。
しかし、ヒックス自身は「接近戦ではこれが一番」と語っている。
ヒックスがAPCのドアをこじ開けて侵入してこようとしたエイリアンの口の中に銃口を押し込んだ状態で発砲した際、頭部を一撃で撃ち抜き粉砕している。だがその際に、エイリアンの返り血によって銃身が溶けて使用不能となった上に、ハドソンも左腕を負傷してしまう。
ノベライズ版ではポンプアクション式ではなく、ヒックスの家系に代々伝わっていた型式不明の二連銃身のショットガンとなっている。
ヘルメット
植民地海兵隊の制式装備。正式名は「M10 PATTERN BALLISTIC HELMET」。小型カメラとマイクおよび単眼式の赤外線ゴーグルが装着されている。カメラとマイクが捉えた映像や音声はAPCでモニターされている。バスクエスとドレイクは、ヘルメットを被る代わりに、頭部に直接カメラとマイク・赤外線ゴーグルを着用している。
また、操縦士であるフェッロとスパンクマイヤーが着用しているヘルメットは型が異なる。こちらの正式名は「Mk.30 TACTICAL HELMET」。
ボディアーマー
植民地海兵隊の制式装備。正式名は「M3 PATTERN PERSONAL ARMO」。前線部隊の全員が着用していた。
携帯式溶接機
正式名は「ME3 HAND WELDER」。バスクエスやヒックス、ハドソンがドアなどを切断および溶接するために使用した。
赤外線双眼鏡
正式名は「INFRARED BINOCULARS」。エイポーンがコロニーの施設へ潜入する際に使用した。
発煙筒
正式名は「M-94 MARKING FLARE」。ポーチに5本の発煙筒が収納されている。リプリーが終盤に使用。
小型発信機
ヒックスがリプリーに手渡した発信機。専用の探知機で信号を受信し、居場所までの正確な距離を表示できる優れもの。リプリーはこれをニュートに渡し、物語後半で重大な役割を担うことになった。
セントリーガン
ノベライズと完全版にのみ登場した自動制御の機関銃。形式名は「UA 571-Cオートメイテッド・セントリーガン」。耐火ケースに入っていたため、降下艇の墜落やAPCの炎上でも無事であった。リプリーたちの籠城したエリア周辺に設置され、内蔵の動体探知機により接近するエイリアンを自動迎撃した。弾薬箱とセットで設置されるが、連射性能が高い半面弾薬の消耗も早く、急速に減っていく遠隔アウトプットされた残弾数の表示が、静かな緊迫感を演出した。
降下艇（ドロップシップ）
宇宙船から発着し、単独で大気圏突入から惑星上空の軌道に脱出する飛行能力を備えた船艇。形式名は「UD-4L シャイアン降下艇」。APC1台を搭載可能。スラコ号には計3機が搭載され、1号機は飛行中にパイロットのフェッロがエイリアンに殺害されたために墜落し、APCと衝突して爆発炎上した。その後、ビショップの遠隔操作により2号機を自動操縦で降下させて脱出に使用した。3号機はLV-426降下直前のメンテナンス中に整備不良が発見されたため、使用されることはなかった。大気圏内でホバリングできるほか、主兵装として、機体の両側に左右に展開する計4基のロケットポッドと機首にガトリング砲を1門搭載するが、劇中では使用されていない。
出撃前のハドソンの台詞によれば「街を半分焼き払える自動照準式粒子ビームガン」「高性能ミサイル」「パルスライフル」「RPGロケット弾」「音波と電子で攻めまくる玉砕マシン」などが積まれていたが、墜落したことでほとんどの武器が失われ、かろうじて残ったのがセントリーガンだけだった。
APC（装甲兵員輸送車）
海兵隊員たちを戦場へと運搬する輸送車輌。形式名は「M577装甲兵員輸送車」。車高は低く抑えられ、主兵装として前方に20mmガトリング砲2門、後方上面に2連プラズマ砲塔（車体背部に格納可能）を搭載する。車内にはガンラックや兵員席などの他、司令用のコンソールおよびモニターも完備されている。大型タイヤを備え不整地走破性能はかなりのものだが、悪路での乗り心地はお世辞にも良いとは言えず、走行時の振動で放り出されないようシートバーで体を固定する必要がある。
スラコ号
リプリーと植民地海兵隊がLV-426に向かう際に使用した大型艦船。船級は「コネストガ級兵員輸送船」。植民地海兵隊宇宙艦隊の13番艦として2169年に就役。全長385メートル、幅50メートル、高さ85メートルで、排水量は78,000トン。乗員90名で、コールドスリープ装置使用時には2,000名まで収容可能である。また輸送艦として貨物を最大20,000t積載可能である。動力源として、3.6ギガワットのウェスティングランド・A-59水素化リチウム核融合炉を一基、推進装置として、ゲーツハイドマン・GF-240ロケットと、ロンバーグロックウェル・シグナス5タキオンシャントハイパードライブを搭載しており、最大速度で航行した場合、地球の一日で約0.74光年移動できる。主兵装は、XIM-28A長距離ASATミサイル8基、射程距離10万キロの800メガボルト中性粒子ビーム砲2門、2連装レールガン4門、80メガワット赤外線レーザー砲2門、軌道地雷60発、高性能爆薬および核爆弾を搭載可能なバンカーバスターとなっている。また、降下艇3機と非常用の緊急脱出艇1機を搭載している。
名前はジョゼフ・コンラッドの小説『ノストローモ』の舞台となった港町からとられている。
パワーローダー
パワードスーツの一種。正式名称は「キャタピラー・P-5000」。リプリーは地球へ帰還した後に2級免許を所得して貨物倉庫で働いており、スラコ号でも輜重の搬入作業に協力していた。溶接用トーチを搭載するほか、エアロック開閉の遠隔操作も行うなど、多機能である。作中ではリプリー以外にも、スパンクマイヤーがドロップシップのミサイルポッドにミサイルを装填する際に使用したほか、クライマックスでは再びリプリーが搭乗し、スラコ号に侵入したクイーンとの熾烈な格闘戦を演じた。
ナルキッソス
前作でリプリーが搭乗したノストロモ号の脱出艇。宇宙空間を漂流していたところをサルベージ船により発見・収容される。

## スタッフ
- 監督 - ジェームズ・キャメロン
- 製作 - ゲイル・アン・ハード
- 製作総指揮 - ゴードン・キャロル、デヴィッド・ガイラー、ウォルター・ヒル
- 脚本 - ジェームズ・キャメロン
- 撮影 - エイドリアン・ビドル
- 美術 - ピーター・ラモント
- 編集 - レイ・ラヴジョイ
- 音楽 - ジェームズ・ホーナー
- 提供 - 20世紀フォックス、ブランディワインプロダクションズリミテッド、SLMエンターテインメントリミテッド

## 作品解説
映像面では、一部わざと低解像度のビデオ画像を使用することで、リアリティを演出している。当時コダックのフィルムの過渡期であり、フィルム面積がアナモルフィック・レンズ撮影に比べて約半分になってしまうヴィスタ・サイズでの撮影で、想像以上に粒子が粗くなってしまったと監督が語っている。次回作の『アビス』以降撮像面積が最大限に確保できる「スーパー35」を採用し、画質を向上しながら複数の画面アスペクト比にも対応した。
撮影は英国で行われたが、撮影現場ではスタッフやキャストの間で人間関係でのトラブルが度々発生しており、このために撮影が中断されて制作が遅れてしまったことがあり、英国スタッフたちが仕事の合間に行っていたお茶の時間を巡って監督と対立し、スタッフ側が抗議のストライキを起こしたとメイキング映像で明かされている。

## ディレクターズ・カット
劇場公開時にカットされた場面を収録した、「完全版」が1991年末に発売された。日本では劇場公開版はVHS、LD、VHD、UMD、Blu-rayで発売され、DVDはどのバージョンでも完全版のみだった。UMDは2004年11月に発売。2004年に北米でのみDVDで発売されたコレクターズ・エディションと2010年11月に発売されたBlu-rayでは劇場公開版と完全版の2つを収録している。完全版の主な場面は次の通り。
- リプリーがバークから娘アマンダ（英語版）の消息を聞かされる場面。
- ニュートの一家が異星の宇宙船を調査して父親がエイリアンに寄生される場面。
- LV-426に向かうスラコ号の全容、およびクルーがコールドスリープ中でひと気が途絶えた艦内の様子を描く場面。
- セントリーガンに関する描写。
- リプリーがニュート救出に向かう前にヒックスとファーストネームを教え合う場面。

さらにこの完全版でもカットされていたシーンとして、終盤で単身リプリーがニュートを捜しに行く道中で繭にされたバークを見つけ、バークが苦しみのあまりリプリーに助けを求めるが、リプリーは無言で手榴弾だけ手渡して去る場面が後に公開された。

## ゲーム
1990年にはコナミがこの映画を題材にしたアーケードゲーム『エイリアンズ』を発売している。またスクウェアからはPC-88・PC-98・MSXパソコン用ソフトとしてアクションゲームが発売された。

## エピソード・備考
- 本作の終盤において、シリーズ中で唯一リプリーが銃器を使用するが、演じたシガニー・ウィーバーは元々銃規制の賛同者であることから、(役の中とは言え)銃器を使用する点に関して「とても難しい決断だった」と語っている[5]。
- ヒックス役は当初ジェームズ・レマーに決定しており、撮影も行われていた。しかし、レマーは収録当時ドラッグ依存症になっており、開始から間もなくドラッグ所持の容疑で逮捕されてしまった[注 24]。そのため、キャメロンの前作『ターミネーター』でカイル・リースを演じたマイケル・ビーンが代役として呼び出された。ビーンは以降もキャメロンの常連として多くの作品に出演した。一方、大役を逃したレマーは改心し、ドラッグ依存から脱却した。
- アンドロイド役としてランス・ヘンリクセンが起用されたきっかけは、キャメロンの思惑で『ターミネーター』のターミネーター役候補に当初ヘンリクセンが挙がっていた繋がりからである[注 25][6]。
- 終盤の大気製造工場から脱出するシーンで爆発間際に青いプラズマが走る様子は、『ターミネーター』でタイムスリップした際に見られた描写と酷似しているが、これは『ターミネーター』で使用した電極を本作で再使用したためである[7]。
- エンドロールが全て流れ終わった後、フェイスハガーが歩きまわるような音が流れ、ここで物語が終わりではないことを示唆している。
- クライマックスの格闘シーンで、リプリーがパワーローダーの溶接トーチを使った際にクイーンが激しく吼えるが、この際内部の骨組みが見えてしまっている。また、エアロックに落ちてパワーローダーの下敷きになったクイーンの尻尾の先がなくなっている。
- 終盤のエイリアン・クイーンの巣から助け出したニュートをリプリーが抱えて歩くシーンでは、顔がアップになるカットを除いて軽量のダミー人形を使用している。これはリプリー役のシガニー・ウィーバーが本作以前に出演していた別の映画の撮影中に背中を負傷し、その怪我が治らないまま本作に出演していたため、常に腰と背中に激痛を覚えながら演じていたことへ配慮したためである。なおこの人形の型は、後に『エイリアン3』で死亡したニュートの解剖シーンの屍体ダミー製作に再利用された。
- バスクエスがダクト内でエイリアンの頭をハンドガンで撃ち抜くシーンを演じたのは、プロデューサーのゲイル・アン・ハードである。これは実弾を使っての撮影だったが、肝心のバスクエス役のジェニット・ゴールドスタインが一度も実銃を使用したことが無かった[注 26]ために急遽代役を使うことになり、スタッフと監督が話し合いを行った結果、実銃を使った経験を持つハードに白羽の矢を立て、彼女も渋々承諾し撮影を行った。また、現場では常にスーツ姿だったハードが髪を切ってバスクエスの姿でやってきた際は、あまりの変わり様にスタッフや出演者を大変驚かせたという[8]。
- APCの車内と車外のシーンは別々に撮られており、車体は空港で旅客機の牽引車として使用されている「ハンスレット・ATT77」の廃車予定のものを調達し、外装を改造して使用した。しかし廃車寸前ということもあって、撮影中に暴走して定点カメラを破壊したり、スタッフを轢きそうになった他、降下艇の降下シーンにおける車内の撮影中には、天井の鉄板が抜け落ちてゴーマン役のホープを直撃したり、火災シーンでは、燃えた塗料から発生した有毒ガスで出演者たちが窒息しかけるなど、アクシデントが絶えなかった。
- 降下艇は、実物大として作られた部品は全てイギリス空軍で解体処理された爆撃機と、廃車になったキャンピングトレーラーの部品を組み合わせて作られたことを、当時製作に携わったスタッフが語っている[8]。
- 作品冒頭に登場する脱出艇ナルキッソスは前作で使用したものを流用しようとしたが、プロップ・設計図共に行方不明となっており、いくら探しても見つからなかったため、機内のセットも含めて一から作り直している。また、ナルキッソスが登場するのは冒頭のシーンであるが、撮影は最後に行われた。
- ビショップがクイーンに攻撃を受けた際に吐き出す白い血液は牛乳を使用しているが、既に消費期限の過ぎた古いものだったため、演じたランス・ヘンリクセンは腹を壊してしまい憤慨したという。
- エイリアンの巣のシーンは、ロンドン近郊にあった廃発電所を使用した。撮影終了後セットを撤去しないまま引き上げたため、後年『バットマン』の撮影で同地を使用した際もそのままであり、中に入った同作スタッフを仰天させたという[9]。
- ディレクターズ・カット版に登場するアマンダの晩年の顔写真は、ウィーバーの母であるエリザベス・イングリスのものを使用している。
- クイーンが船外に放出された後、切断されたビショップがニュートを助けるシーンで、下半身を入れる穴が見えてしまっているが、ブルーレイ版でデジタル修整された。
- ニュート役のキャリー・ヘンは、本作が唯一の映画出演作である。ヘンは現在小学校教師を勤めており、2016年に行われた公開30周年イベントでは、今でもファンがサインを求めに来ることがあると語っている[10]。また、完全版で兄ティモシー役を演じたクリストファー・ヘンは彼女の実兄である。
- 本作でLV-426に送られた植民地海兵隊は新米将校で実績が浅いゴーマン中尉を始めとして、隊員たちも個々の戦闘能力は高いがゴーマン中尉の命令に従順でないなど、重大事件への対処を目的としている割には大きな問題がある。その理由について、続編の『エイリアン3』でリプリーは、バークがエイリアンを生物兵器として持ち帰るために護衛として送ったもので、生死は問わない捨て駒同然であったと推測している。また、隊員たちはリプリーからエイリアンの血が強酸であることを事前に聞いているにもかかわらず、防護服などの対策を全く行っておらず返り血での犠牲者が多発していたが、これも次作では兵士が全身を覆う防護服を着るように改善されている。

## 関連作品
本作と関連するコミックとノベルで『Aliens: Earth Hive』とその続編『Aliens: Nightmare Asylum』と『Aliens: The Female War』がある。両方の作品に登場する植民地海兵隊のウィルクス伍長とコロニー唯一の生き残りの少女ビリーは元々本作のヒックス伍長とニュートを意図し、アンドロイドのブレーラーはビショップを意識している。そのため、『Aliens: Nightmare Asylum』と『Aliens: The Female War』ではリプリーが再び惑星LV-426に行き、ウィルクスとビリーと出会って一緒に地球で活躍するなど、エイリアン2の続編的な内容にもなっている。エイリアン3が制作される前に書かれたこの作品は当初ウィルクスとビリーはヒックスとニュートの設定であった。しかし、エイリアン3ではヒックスとニュートは最初から死亡しており、舞台も惑星LV-426と地球とは関係ない流刑惑星という設定にされたため、この混乱を避けるために、ヒックスとニュートとビショップはウィルクスとビリーとブレーラーの名前に取り替えるなど変更がなされた。